# The Bitter Truth
The Bitter Truth – piąty album studyjny amerykańskiej grupy muzycznej Evanescence. Wydawnictwo zostało wydane 26 marca 2021 roku nakładem wytwórni muzycznej BMG Rights Management. Pierwszym singlem promującym album został wydany 24 kwietnia 2020 roku „Wasted on You”. Kolejnymi singlami zostały utwory „The Game Is Over”, „Use My Voice” oraz „Better Without You”.
19 lutego 2021 roku w ramach promocji nowego wydawnictwa Evanescence wykonali utwór „Wasted on You” w programie Jimmy Kimmel Live!.

## Tło wydania
W lipcu 2018 roku Amy Lee wywiadzie dla stacji radiowej WRIF potwierdziła, że zespół planuje pracę nad nowym albumem po zakończeniu trasy koncertowej promującej krążek Synthesis. W styczniu 2020 roku zespół rozpoczął nagrywanie nowego materiału w studiu nagraniowym wraz z producentem Nickiem Raskulineczem. Chociaż początkowo grupa planowała współpracować z kilkoma producentami przy tworzeniu albumu, plany zespołu zmieniły się z powodu pandemii COVID-19 i Raskulinecz został jedynym producentem. Według zapowiedzi z kwietnia 2020 roku, płyta The Bitter Truth miała zostać wydana pod koniec 2020 roku. Ostatecznie pandemia opóźniła ukończenie albumu, a jego premiera została przesunięta na marzec 2021 roku.
Album został wydany w wersji standardowej w na płycie CD (jeden nośnik) oraz na winylu (dwa nośniki). Ponadto, ukazała się wersja Deluxe, zawierająca dwie płyty CD oraz kasetę magnetofonową.

## Lista utworów

### Wersja standardowa
| Edycja standardowa | Edycja standardowa    | Edycja standardowa |
| Nr                 | Tytuł utworu          | Długość            |
| ------------------ | --------------------- | ------------------ |
| 1.                 | „Artifact/The Turn”   | 2:26               |
| 2.                 | „Broken Pieces Shine” | 3:57               |
| 3.                 | „The Game Is Over”    | 4:22               |
| 4.                 | „Yeah Right”          | 3:30               |
| 5.                 | „Feeding the Dark”    | 4:21               |
| 6.                 | „Wasted on You”       | 4:42               |
| 7.                 | „Better Without You”  | 4:02               |
| 8.                 | „Use My Voice”        | 4:02               |
| 9.                 | „Take Cover”          | 3:17               |
| 10.                | „Far from Heaven”     | 4:56               |
| 11.                | „Part of Me”          | 3:59               |
| 12.                | „Blind Belief”        | 4:09               |
|                    |                       | 47:43              |

### Wersja Deluxe
| Edycja Deluxe (CD1) | Edycja Deluxe (CD1)   | Edycja Deluxe (CD1) |
| Nr                  | Tytuł utworu          | Długość             |
| ------------------- | --------------------- | ------------------- |
| 1.                  | „Artifact/The Turn”   | 2:26                |
| 2.                  | „Broken Pieces Shine” | 3:50                |
| 3.                  | „The Game Is Over”    | 4:22                |
| 4.                  | „Yeah Right”          | 3:29                |
| 5.                  | „Feeding the Dark”    | 4:21                |
| 6.                  | „Wasted on You”       | 4:24                |
| 7.                  | „Better Without You”  | 4:05                |
| 8.                  | „Use My Voice”        | 4:01                |
| 9.                  | „Take Cover”          | 3:14                |
| 10.                 | „Far from Heaven”     | 4:57                |
| 11.                 | „Part of Me”          | 3:59                |
| 12.                 | „Blind Belief”        | 4:13                |
|                     |                       | 47:21               |

| Wersja Deluxe (CD2) | Wersja Deluxe (CD2)                      | Wersja Deluxe (CD2) |
| Nr                  | Tytuł utworu                             | Długość             |
| ------------------- | ---------------------------------------- | ------------------- |
| 1.                  | „Wasted On You (Live Studio Session)”    | 4:24                |
| 2.                  | „The Game Is Over (Live Studio Session)” | 4:23                |
| 3.                  | „The Only One (Live Studio Session)”     | 4:32                |
| 4.                  | „Sick (Live Studio Session)”             | 3:30                |
| 5.                  | „Going Under (Live Studio Session)”      | 3:39                |
| 6.                  | „Use My Voice (Live Studio Session)”     | 4:01                |
| 7.                  | „Bring Me To Life (Live Studio Session)” | 3:30                |
| 8.                  | „Lost In Paradise (Live Studio Session)” | 5:05                |
| 9.                  | „Glory Box (Live Studio Session)”        | 3:56                |
| 10.                 | „Across The Universe”                    | 3:52                |
|                     |                                          | 40:52               |

| Edycja Deluxe (Kaseta, strona A - Evolution 2020) | Edycja Deluxe (Kaseta, strona A - Evolution 2020) | Edycja Deluxe (Kaseta, strona A - Evolution 2020) |
| Nr                                                | Tytuł utworu                                      | Długość                                           |
| ------------------------------------------------- | ------------------------------------------------- | ------------------------------------------------- |
| 1.                                                | „Wolves”                                          | 0:51                                              |
| 2.                                                | „GIO / The Game Is Over (Demo)”                   | 2:19                                              |
| 3.                                                | „UMV / Use My Voice (Demo)”                       | 1:17                                              |
| 4.                                                | „Without A Sound”                                 | 0:52                                              |
| 5.                                                | „Take Cover (Demo)”                               | 1:02                                              |
| 6.                                                | „WOY Bells / Wasted On You (Demo)”                | 1:17                                              |
| 7.                                                | „Writing”                                         | 0:30                                              |
| 8.                                                | „Smurfs On Fire”                                  | 0:47                                              |
| 9.                                                | „Blind Belief (Demo)”                             | 0:19                                              |
| 10.                                               | „Music Box / Better Without You (Demo 1)”         | 0:29                                              |
| 11.                                               | „Red Stickers / Better Without You (Demo 2)”      | 0:55                                              |
| 12.                                               | „Avocado Cream”                                   | 0:56                                              |
| 13.                                               | „Yeah Right (Demo)”                               | 1:20                                              |
| 14.                                               | „Back To The Future”                              | 2:13                                              |
| 15.                                               | „BPS #7.1 / Broken Pieces Shine (Demo)”           | 0:54                                              |
| 16.                                               | „On My Own”                                       | 1:01                                              |
| 17.                                               | „Teleportation”                                   | 1:10                                              |
| 18.                                               | „Farther / Far From Heaven (Demo)”                | 1:37                                              |
|                                                   |                                                   | 19:49                                             |

| Edycja Deluxe (Kaseta, strona B - Instrumentals) | Edycja Deluxe (Kaseta, strona B - Instrumentals) | Edycja Deluxe (Kaseta, strona B - Instrumentals) |
| Nr                                               | Tytuł utworu                                     | Długość                                          |
| ------------------------------------------------ | ------------------------------------------------ | ------------------------------------------------ |
| 1.                                               | „The Game Is Over”                               | 4:33                                             |
| 2.                                               | „Yeah Right”                                     | 3:32                                             |
| 3.                                               | „Use My Voice”                                   | 3:53                                             |
| 4.                                               | „Better Without You”                             | 3:53                                             |
| 5.                                               | „Wasted On You”                                  | 4:14                                             |
| 6.                                               | „Far From Heaven”                                | 4:44                                             |
| 7.                                               | „Blind Belief”                                   | 4:02                                             |
|                                                  |                                                  | 28:51                                            |

## Notowania
| Lista przebojów (2021)              | Najwyższa pozycja |
| ----------------------------------- | ----------------- |
| Australia (ARIA Charts)             | 3                 |
| Austria (Ö3 Austria Top 40)         | 5                 |
| Belgia (Ultratop Flandria)          | 4                 |
| Belgia (Ultratop Walonia)           | 10                |
| Chorwacja (HDU)                     | 28                |
| Czechy (ČNS IFPI)                   | 43                |
| Finlandia (Suomen virallinen lista) | 18                |
| Francja (SNEP)                      | 34                |
| Hiszpania (PROMUSICAE)              | 16                |
| Holandia (MegaCharts)               | 15                |
| Japonia (Oricon)                    | 40                |
| Kanada (Billboard Canadian Albums)  | 14                |
| Niemcy (Media Control Charts)       | 2                 |
| Polska (OLiS)                       | 15                |
| Portugalia (AFP)                    | 2                 |
| Stany Zjednoczone (Billboard 200)   | 11                |
| Szwajcaria (Alben Top 100)          | 1                 |
| Węgry (MAHASZ)                      | 38                |
| Wielka Brytania (OCC)               | 4                 |
| Włochy (FIMI)                       | 20                |